# Microsoft Band 2
Microsoft Band 2 és la segona generació de seguidor d'activitat amb característiques de rellotge intel·ligent desenvolupat per Microsoft. Anunciat el 6 d'octubre de 2015, per la fama que va aconseguir Microsoft Band original inicialment estava disponible als Estats Units, Regne Unit i Canadà. Ara també està disponible a Austràlia a través de la botiga insígnia de Sidney, la botiga en línia de Microsoft, i minoristes seleccionats com JB Hi-Fi i Harvey Norman. Igual que el seu predecessor, incorpora seguiment físic i és compatible amb els telèfons intel·ligents Windows, iOS i Android a través d'una connexió Bluetooth. El 3 d'octubre de 2016, es va suspendre.

## Tecnologia
La Microsoft Band 2 inclou múltiples sensors:
- Pulsímetre optic
- Acceleròmetre de tres eixos
- Girometre
- GPS
- Micròfon
- Sensor de llum ambiental
- Sensors de resposta galvànica de la pell
- Sensor de UV
- Sensor de temperatura de la pell
- Sensor capacitiu
- Baròmetre

Encara que la Microsoft Band 2 està dissenyada principalment per utilitzar-lo amb activitats relacionades amb l'aptitud física, també ofereix funcions de visualització intel·ligent extenses com ara el seguiment del son, eines de comunicació i moltes funcions estàndard que podríeu esperar amb un rellotge de polsera digital.

### Seguiment del son
The Band 2 utilitza els seus sensors per rastrejar els patrons de son quan es posa al llit. Es pot informar si l'usuari es desperta durant la nit i proporciona informació sobre la qualitat i la durada del son.

### Eines de comunicació
Quan es vincula amb un telèfon intel·ligent, la Band 2 pot intercanviar informació amb aquest. Això permet que la banda 2 mostri:
- Alertes i visualitzacions prèvies de missatges entrants enviats per SMS al telèfon intel·ligent
- Alertes i visualització prèvia de correus electrònics descarregats pel telèfon intel·ligent
- Alertes des del centre de notificacions del telèfon intel·ligent (Windows Phone)
- Registre de trucades de trucades perdudes

### Rellotge
La Microsoft Band 2 es pot utilitzar com a reemplaçament d'un rellotge digital de polsera normal. Inclou les següents funcions horàries estàndard:
- Temps (12 o 24 hores)
- Data (dia del mes i dia de la setmana)
- Característiques de temporitzador
- Pareu rellotge amb temporitzador de volta
- Alarma

## Crítica

### Sistemes operatius mòbils
Determinades funcions del Microsoft Band 2, com ara la capacitat de respondre als missatges de text utilitzant Cortana, només estan disponibles quan s'uneixen amb telèfons amb un sistema operatiu mòbil de Microsoft. Els usuaris d'Android poden respondre amb un conjunt de missatges predefinits, mentre que els usuaris d'iOS no poden respondre.
A més, hi ha determinats problemes de sincronització, sobretot imprecisions en la rajola meteorològica. Alguns han fet esforços per corregir la situació mitjançant les rajoles web de Microsoft.
També hi ha problemes quan s'utilitza la Band amb Windows 10 Mobile.

### Durabilitat
Hi ha hagut diversos informes que el plàstic elastòmer el material de la Band pot fallar després d'un ús prolongat. Els usuaris descriuen les esquerdes que es desenvolupen a la banda, que requereixen el reemplaçament dels dispositius de Microsoft. Microsoft ha fet que la corretja sigui lleugerament més gruixuda, reduint el risc que s'esquerdi la banda.